# إدواردو ميلو بورغز
إدواردو ميلو بورغز هو لاعب كرة الصالات ‏ ولاعب كرة قدم برازيلي، ولد في 14 أكتوبر 1986 في البرازيل. شارك مع منتخب أذربيجان لكرة الصالات. أما مع النوادي، فقد لعب مع Araz Naxçivan ‏.

## وصلات خارجية
- إدواردو ميلو بورغز على موقع الاتحاد الأوربي (الإنجليزية)